# Sabí (prefecte de la ciutat)
Sabí (en llatí Sabinus) va ser un magistrat romà de rang consular que va viure en temps de Maximí I, que el va nomenar prefecte de la ciutat.
Va morir en les lluites que es van produir mentre intentava sufocar una revolució que va esclatar a Roma quan va córrer la notícia de la proclamació de Gordià I i Gordià II a la província d'Àfrica, l'any 238.